# مونيا مخطط الرأس
مونيا مخطط الرأس (الاسم العلمي: Lonchura tristissima) (بالإنجليزية: Streak-headed Munia)‏ هو نوع من الطيور تتبع جنس المونيا من فصيلة شمعية المنقار.